# Karl Hemberger

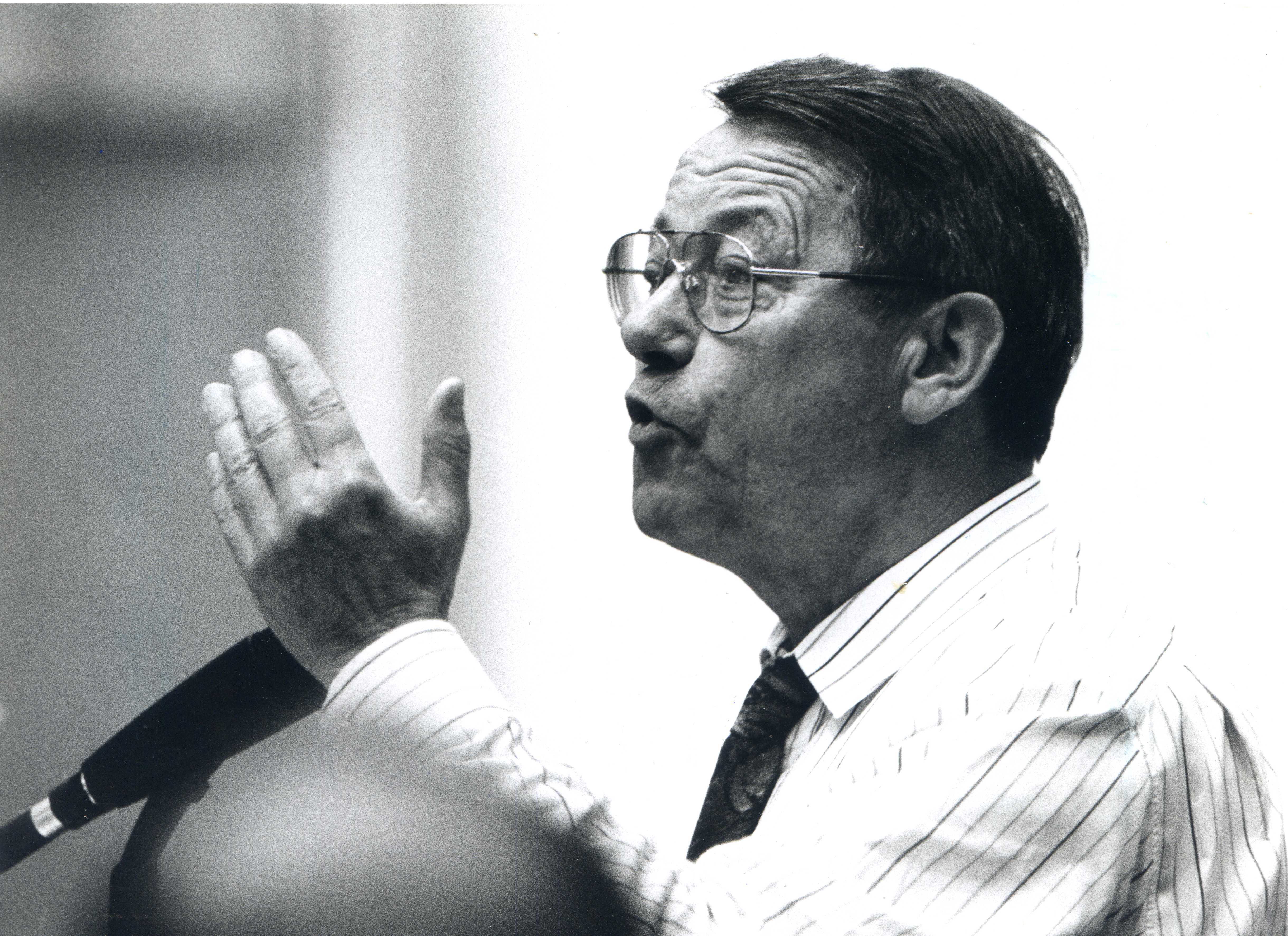
Karl Hemberger

Karl Erich Hemberger (* 9. August 1928 in Aschaffenburg; † 19. März 2018) war ein deutscher Sportfunktionär.

## Leben
Seine Eltern Gregor und Franziska Hemberger (geb. Wedlich) hatten außer ihm noch vier weitere Kinder. Karl Hemberger war neben dem Beruf als Prokurist im Sport engagiert. Er war noch hochbetagt als Ehrenmitglied beratend tätig.

## Funktionen im Bayerischen Landes-Sportverband (BLSV)
Zum Bezirks- und Kreisjugendleiter des Bayerischen Landes-Sportverbands (BLSV) wurde er 1946 ernannt und übte diese Funktion bis 1957 aus. Im Steuerausschuss des BLSV wurde er als Vorsitzender von 1967 bis 1970 tätig. Nach einer dreijährigen Unterbrechung war er von 1973 bis 1992 Mitglied des BLSV-Verwaltungsrates. Von 1990 bis 1997 war er Vorsitzender der Bayerischen Akademie für Erwachsenenbildung im Sport. Ab 1992 war er stellvertretender Vorsitzender der Satzungs- und Strukturkommission, ab 1999 Vorsitzender.
Er war Ehrenmitglied des Deutschen Sportbunds (DSB) und ab 2006 im (DOSB).

## Funktionen im Deutschen Sportbund (DSB)
Ab 1970 war er Präsidiumsmitglied des DSB, bis er sich 1994 daraus zurückzog. Von 1970 bis 1984 war er im Vorstand des Bundesausschusses für Recht, Soziales und Steuern, 1973 und 1974 übernahm er zusätzlich Führungsfragen und die Ausbildung. Seit 1994 war er Ehrenmitglied des DSB. Von 1984 bis 2005 war er DSB-Arbeitgebervertreter in der VBG.

## Verbandsvertreter
Im ZDF-Fernsehrat saß er von 1981 bis 1992. Danach wurde er bis 1992 Vorstandsmitglied der Führungs und Verwaltungs-Akademie in Berlin. Ebenfalls ab 1992 war er im Kuratorium der Akademie für politische Bildung in Tutzing. Ab 1992 saß er im Rundfunkrat der Deutschen Welle in Köln und Berlin.

## Beruflicher Werdegang
Zunächst war er Prokurist der Firma Enka Glanzstoff AG, Wuppertal und ENKA b.v.Arnheim (NL), heute AKZO-Nobel AG. Danach wurde er Hauptabteilungsleiter, Bereichsleiter für Investitionen, Bereichsleiter für Energie, jeweils für europäische Werks-Standorte und Vorsitzender des IHK-Verkehrsausschusses. Außerdem war er im Verein der chemischen Industrie Bayern.

## Öffentliche Ehrungen
- 1974: Bundesverdienstkreuz am Bande
- 1982: Verdienstmedaille des Landkreises Aschaffenburg
- 1984: Ehrenbrief der Stadt Aschaffenburg
- 1988: Ehrenurkunde des Freistaates Bayern
- 1990: Bundesverdienstkreuz 1. Klasse
- 1995: Bayerischer Verdienstorden
- 2003: Bayerischer Sportpreis – Ehrenpreis des Bayerischen Ministerpräsidenten für das Lebenswerk

## Publikationen
- Verbandsrecht und Zulassungssperren. Frankfurt am Main: DSB-Vereinshilfe, 1994, 1. Aufl. ISBN 978-3-89152-839-6
- Steuern, Versicherungen, Gebühren im Sport. Frankfurt am Main: Dt. Sportbund, Bundesausschuss für Rechts-, Sozial- u. Steuerfragen, 1981, 5. Aufl., Stand: 1980